# Тиран чорнолобий
Тиран чорнолобий (Myiodynastes bairdii) — вид горобцеподібних птахів родини тиранових (Tyrannidae). Мешкає в Еквадорі і Перу. Вид названий на честь американського орнітолога Спенсера Фуллертона Бейрда.

## Поширення і екологія
Чорнолобі тирани мешкають в прибережних районах на південному заході Еквадору та на північному заході Перу (на південь до Анкаша і північної Ліми). Вони живуть в сухих тропічних лісах, рідколіссях і чагарникових заростях, в парках і садах. Зустрічаються на висоті до 1200 м над рівнем моря.